# Аббакумовская
Аббакумовская — упразднённая деревня в Тарногском районе Вологодской области. Входила в состав Тарногского сельского поселения. В 2024 году включена в состав деревни Евсеевская.

## География
Расстояние до районного центра Тарногского Городка по автодороге — 15 км.

## История
С 1 января 2006 года по 8 апреля 2009 года входила в Озерецкое сельское поселение), с точки зрения административно-территориального деления — в Озерецкий сельсовет.

## Население
| 2010 |
| ---- |
| 76   |

По переписи 2002 года население — 97 человек (51 мужчина, 46 женщин). Преобладающая национальность — русские (99 %).